# Metacrias strategica
Metacrias strategica är en fjärilsart som beskrevs av Hudson 1889. Metacrias strategica ingår i släktet Metacrias och familjen björnspinnare. Inga underarter finns listade i Catalogue of Life.